# Jan Gerritzen
Jan Gerritzen (Soerabaja (Ned.-Indië), 15 april 1869 - 's-Gravenhage, 10 december 1941) was een koloniaal bankdirecteur die enige jaren woordvoorder koloniale zaken voor de liberalen was in de Tweede Kamer der Staten-Generaal.
Jan Gerritzen was een zoon van advocaat Franciscus Hermanus Gerritzen en Migelina Johanna Henriëtte Onnen, en werd geboren in Nederlands-Indië. Hij volgde het gymnasium in 's-Gravenhage, en studeerde van 1886 tot 1892 rechtsgeleerdheid aan de Universiteit Leiden. Hij vestigde zich als advocaat bij het hooggerechtshof te Batavia (1892-1908), waarna hij directeur-secretaris en plaatsvervangend directeur werd van de Javasche Bank aldaar (1908-1920). De laatste twee jaren was hij tevens lid van de Volksraad.
In 1920 verhuisde hij naar Nederland, waar hij kandidaat voor de Tweede Kamer werd gesteld door de Vrijheidsbond als tegenprestatie voor een donatie door het Indische bedrijfsleven. Hij was van 1922 tot 1925 lid van de Tweede Kamer, en koloniaal woordvoerder voor de liberalen. Hij was tegenstander van de ethische politiek en van het beleid van Gouverneur-generaal Van Limburg Stirum. Hij was lid van de Staatscommissie-Vissering (herziening van het muntwezen in Nederland en Nederlands-Indië, 1921-1924) en de Vlootcommissie (1922-1926).
Gerritzen vervulde diverse commissariaten, waaronder bij Billiton Maatschappij (vanaf 1922), Nederlandsch-Indische Gas Maatschappij (vanaf ~1934), de Hollandsche Constructie Werkplaats te Leiden, de Nederlandsche Electrolasch Maatschappij en de Mijnbouwmaatschappij Celebes (vanaf 1939).
In 1905 trouwde hij te Batavia met Albertina Ruys, met wie hij drie zoons en een dochter kreeg. Hij werd benoemd tot Ridder in de Orde van de Nederlandse Leeuw.